# Hirasa extrema
Hirasa extrema är en fjärilsart som beskrevs av Sterneck 1928. Hirasa extrema ingår i släktet Hirasa och familjen mätare. Inga underarter finns listade i Catalogue of Life.